# Новий Шлях (Брагінський район)
Новий Шлях — (біл. пасёлак Новы Шлях, Новый Путь), село (веска) в складі Брагінського району розташоване в Гомельській області Білорусі. Село підпорядковане Вугловській сільській раді й мешкає 77 чоловік (станом на 2004 рік).
Село Новий Шлях розташоване на південному сході Білорусі, у південній частині Гомельської області, неподалік від районного центру Брагіна (за 10 кілометрів північніше).